# Campionato europeo Superstock 1000 2018
Il Campionato Europeo Superstock 1000 del 2018 è la ventesima edizione della Superstock 1000 FIM Cup l'ottava, tra le edizioni il cui svolgimento segue il calendario europeo del mondiale Superbike, ad assegnare il titolo di campione Europeo della categoria Superstock 1000.
Il titolo piloti è stato vinto dal tedesco Markus Reiterberger, in sella a una BMW S1000RR del team Alpha Racing - Van Zon - BMW. Alle sue spalle si piazzano l'italiano Roberto Tamburini, anch'egli su BMW, staccato di quattordici punti e il cileno Maximilian Scheib su Aprilia, staccato di trentatré punti.
Per quanto concerne i costruttori, il titolo va a BMW che, con cinque vittorie e 185 punti sopravanza gli altri costruttori. Per la casa tedesca si tratta del terzo titolo in questa categoria dopo quelli ottenuti nel 2010 e 2013.

## Piloti partecipanti
fonte
Tutte le motociclette in competizione sono equipaggiate con pneumatici forniti dalla Pirelli.
| Nº | Pilota                    | Squadra                      | Motocicletta      |
| -- | ------------------------- | ---------------------------- | ----------------- |
| 2  | Roberto Tamburini         | Berclaz Racing Team SA       | BMW S1000RR       |
| 4  | Ricardo Brink             | SWPN Yamaha                  | Yamaha YZF-R1     |
| 6  | Emanuele Pusceddu         | D.K. Racing                  | BMW S1000RR       |
| 7  | Maximilian Scheib         | Aprilia Racing               | Aprilia RSV4 RF   |
| 9  | Andrea Mantovani          | Nuova M2 Racing              | Aprilia RSV4 RF   |
| 10 | Ali Efe Yegin             | Nutec - Benjan - Kawasaki    | Kawasaki ZX-10R   |
| 11 | Matteo Ferrari            | Barni Racing                 | Ducati Panigale R |
| 12 | Alessandro Andreozzi      | Speed Action                 | Yamaha YZF-R1     |
| 14 | Johan Nigon               | Riding Sensation             | Yamaha YZF-R1     |
| 15 | Federico Sandi            | Motocorsa Racing             | Ducati Panigale R |
| 16 | Gabriele Ruiu             | Pedercini Racing Kawasaki    | Kawasaki ZX-10R   |
| 17 | Luca De Ulacia            | Kawasaki PALMETO PL Racing   | Kawasaki ZX-10R   |
| 18 | Agostino Santoro          | Urbis Yamaha                 | Yamaha YZF-R1     |
| 21 | Florian Marino            | Urbis Yamaha                 | Yamaha YZF-R1     |
| 22 | Stefano Fugardi           | FM Motoracing                | Yamaha YZF-R1     |
| 23 | Luca Salvadori            | Berclaz Racing Team SA       | BMW S1000RR       |
| 28 | Markus Reiterberger       | Alpha Racing - Van Zon - BMW | BMW S1000RR       |
| 31 | Valentin Suchet           | Flemmbo Leader               | Kawasaki ZX-10R   |
| 33 | Ahmad Yudhistira          | C.M. Racing A.S.D.           | Kawasaki ZX-10R   |
| 34 | Xavier Pinsach            | ETG Racing                   | Kawasaki ZX-10R   |
| 39 | Randy Pagaud              | Team OGP                     | Yamaha YZF-R1     |
| 41 | Federico D'Annunzio       | C.M. Racing A.S.D.           | Kawasaki ZX-10R   |
| 45 | Jan Bühn                  | Alpha Racing - Van Zon - BMW | BMW S1000RR       |
| 46 | Maxime Cudeville          | Flemmbo Leader               | Kawasaki ZX-10R   |
| 47 | Axel Bassani              | DMR Racing                   | BMW S1000RR       |
| 51 | Eric Vionnet              | Motos Vionnet                | BMW S1000RR       |
| 52 | Alessandro Delbianco      | Gulf Althea BMW Racing       | BMW S1000RR       |
| 55 | Fabio Marchionni          | Speed Action                 | Yamaha YZF-R1     |
| 59 | Alex Schacht              | EAB Schacht Racing           | Ducati Panigale R |
| 69 | Dominik Juda              | TME Racing                   | BMW S1000RR       |
| 71 | Luca Vitali               | Aprilia Racing               | Aprilia RSV4 RF   |
| 73 | Jacopo Cretaro            | C.M. Racing A.S.D.           | Kawasaki ZX-10R   |
| 76 | Samuele Cavalieri         | Barni Racing                 | Ducati Panigale R |
| 77 | Timothy Joseph Cua Albert | Motocorsa Racing             | Ducati Panigale R |
| 80 | Armando Pontone           | FM Motoracing                | Yamaha YZF-R1     |
| 82 | Karel Pešek               | Moto 82                      | Kawasaki ZX-10R   |
| 82 | Karel Pešek               | Uniserv                      | Kawasaki ZX-10R   |
| 84 | Riccardo Russo            | C.M. Racing A.S.D.           | Kawasaki ZX-10R   |
| 84 | Riccardo Russo            | Motocorsa Racing             | Ducati Panigale R |
| 87 | Alex Bernardi             | DMR Racing                   | BMW S1000RR       |
| 89 | Fraser Rogers             | ETG Racing                   | Kawasaki ZX-10R   |

| Legenda            |
| ------------------ |
| Pilota wildcard    |
| Pilota sostitutivo |

## Calendario
| Nº | Data         | Gran Premio | Circuito    | Pole Position       | Vincitore Gara      | Leader del campionato |
| -- | ------------ | ----------- | ----------- | ------------------- | ------------------- | --------------------- |
| 1  | 15 aprile    | Spagna      | Aragón      | Markus Reiterberger | Markus Reiterberger | Markus Reiterberger   |
| 2  | 22 aprile    | Paesi Bassi | Assen       | Markus Reiterberger | Markus Reiterberger | Markus Reiterberger   |
| 3  | 13 maggio    | Italia      | Imola       | Maximilian Scheib   | Matteo Ferrari      | Markus Reiterberger   |
| 4  | 27 maggio    | Regno Unito | Donington   | Markus Reiterberger | Markus Reiterberger | Markus Reiterberger   |
| 5  | 10 giugno    | Rep. Ceca   | Brno        | Markus Reiterberger | Maximilian Scheib   | Markus Reiterberger   |
| 6  | 8 luglio     | Italia      | Misano      | Markus Reiterberger | Markus Reiterberger | Markus Reiterberger   |
| 7  | 16 settembre | Portogallo  | Portimão    | Federico Sandi      | Roberto Tamburini   | Markus Reiterberger   |
| 8  | 30 settembre | Francia     | Magny-Cours | Federico Sandi      | Federico Sandi      | Markus Reiterberger   |

## Classifiche

### Classifica Piloti[1]
| Posizione | Pilota                     | Motocicletta      | Spagna (bandiera) | Paesi Bassi (bandiera) | Italia (bandiera) | Regno Unito (bandiera) | Rep. Ceca (bandiera) | Italia (bandiera) | Portogallo (bandiera) | Francia (bandiera) | Punti |
| --------- | -------------------------- | ----------------- | ----------------- | ---------------------- | ----------------- | ---------------------- | -------------------- | ----------------- | --------------------- | ------------------ | ----- |
| 1         | Markus Reiterberger        | BMW               | 1                 | 1                      | 5                 | 1                      | 4                    | 1                 | 3                     | 3                  | 156   |
| 2         | Roberto Tamburini          | BMW               | 2                 | 2                      | 2                 | 3                      | 8                    | 4                 | 1                     | 2                  | 142   |
| 3         | Maximilian Scheib          | Aprilia           | 4                 | 3                      | 3                 | 2                      | 1                    | 2                 | 5                     | 14                 | 123   |
| 4         | Federico Sandi             | Ducati            | 3                 | 4                      | 4                 | 6                      | 7                    | 5                 | 2                     | 1                  | 117   |
| 5         | Florian Marino             | Yamaha            | 5                 | 5                      | 7                 | 5                      | 3                    | 7                 | 4                     | 4                  | 93    |
| 6         | Luca Vitali                | Aprilia           | 7                 | 6                      | 6                 | 4                      | 6                    | 6                 | Rit                   | 5                  | 73    |
| 7         | Alessandro Delbianco       | BMW               | Rit               | 8                      | 9                 | Rit                    | 2                    | NP                | 6                     | 6                  | 55    |
| 8         | Gabriele Ruiu              | Kawasaki          | 12                | 7                      | 11                | 10                     | 12                   | 10                | 8                     | 10                 | 48    |
| 9         | Riccardo Russo             | Kawasaki e Ducati | 9                 | 9                      | Rit               | 7                      | 9                    | 3                 |                       |                    | 46    |
| 10        | Luca Salvadori             | BMW               | 8                 | 11                     | 12                | 12                     | Rit                  | 11                | 7                     | 9                  | 42    |
| 11        | Jan Bühn                   | BMW               | Rit               | 10                     | 14                | 8                      | 14                   | 13                | 9                     | 8                  | 36    |
| 12        | Matteo Ferrari             | Ducati            |                   |                        | 1                 |                        |                      | Rit               |                       |                    | 25    |
| 13        | Andrea Mantovani           | Aprilia           |                   |                        | 8                 |                        | 5                    | Rit               |                       |                    | 19    |
| 14        | Eric Vionnet               | BMW               | SQ                | Rit                    | 13                | 9                      | 16                   | 18                |                       | 7                  | 19    |
| 15        | Timothy Joseph Cua Alberto | Ducati            | 13                | 18                     | Rit               | 11                     | 11                   | 16                | 11                    | Rit                | 19    |
| 16        | Alex Schacht               | Ducati            | 11                | Rit                    | Rit               | SQ                     | Rit                  | 15                | 10                    | 11                 | 16    |
| 17        | Samuele Cavalieri          | Ducati            |                   |                        | 10                |                        |                      | 8                 |                       |                    | 14    |
| 18        | Emanuele Pusceddu          | BMW               | Rit               | Rit                    | 15                |                        | 10                   | NP                | 11                    | NP                 | 11    |
| 19        | Axel Bassani               | BMW               |                   |                        |                   |                        |                      | 6                 |                       |                    | 10    |
| 20        | Alessandro Andreozzi       | Yamaha            | 6                 |                        |                   |                        |                      |                   |                       |                    | 10    |
| 21        | Xavier Pinsach             | Kawasaki          | 10                | 13                     | NP                |                        |                      |                   |                       |                    | 9     |
| 22        | Maxime Cudeville           | Kawasaki          | 15                | 19                     | 18                | 14                     | 15                   | 20                | 13                    | 16                 | 7     |
| 23        | Valentin Suchet            | Kawasaki          | 14                | 15                     | 19                | 13                     | 17                   | Rit               | Rit                   | Rit                | 6     |
| 24        | Agostino Santoro           | Yamaha            |                   |                        |                   |                        |                      | 12                |                       |                    | 4     |
| 25        | Ricardo Brink              | Yamaha            |                   | 12                     |                   |                        |                      |                   |                       |                    | 4     |
| 26        | Ali Efe Yegin              | Kawasaki          | 16                |                        |                   |                        | 13                   |                   |                       |                    | 3     |
| 27        | Ahmad Yudhistira           | Kawasaki          |                   |                        |                   |                        |                      |                   | 14                    |                    | 2     |
| 28        | Alex Bernardi              | BMW               |                   |                        |                   |                        |                      | 14                |                       |                    | 2     |
| 29        | Fraser Rogers              | Kawasaki          |                   | 14                     |                   |                        |                      |                   |                       |                    | 2     |
| 30        | Lucas De Ulacia            | Kawasaki          |                   |                        |                   |                        |                      |                   | 15                    |                    | 1     |
| Posizione | Pilota                     | Motocicletta      | Spagna (bandiera) | Paesi Bassi (bandiera) | Italia (bandiera) | Regno Unito (bandiera) | Rep. Ceca (bandiera) | Italia (bandiera) | Portogallo (bandiera) | Francia (bandiera) | Punti |

| Legenda | 1º posto        | 2º posto            | 3º posto            | A punti      | Senza punti        | Grassetto=Pole position Corsivo=Giro più veloce |
| Legenda | Gara non valida | Non qual./Non part. | Ritirato/Non class. | Squalificato | "-" Dato non disp. | Grassetto=Pole position Corsivo=Giro più veloce |

### Sistema di punteggio
| Pos.  | 1  | 2  | 3  | 4  | 5  | 6  | 7 | 8 | 9 | 10 | 11 | 12 | 13 | 14 | 15 | 16> |
| Punti | 25 | 20 | 16 | 13 | 11 | 10 | 9 | 8 | 7 | 6  | 5  | 4  | 3  | 2  | 1  | 0   |

### Costruttori[2]
| Posizione | Costruttore | Spagna (bandiera) | Paesi Bassi (bandiera) | Italia (bandiera) | Regno Unito (bandiera) | Rep. Ceca (bandiera) | Italia (bandiera) | Portogallo (bandiera) | Francia (bandiera) | Punti |
| --------- | ----------- | ----------------- | ---------------------- | ----------------- | ---------------------- | -------------------- | ----------------- | --------------------- | ------------------ | ----- |
| 1         | BMW         | 1                 | 1                      | 2                 | 1                      | 2                    | 1                 | 1                     | 2                  | 185   |
| 2         | Ducati      | 3                 | 4                      | 1                 | 6                      | 7                    | 3                 | 2                     | 1                  | 134   |
| 3         | Aprilia     | 4                 | 3                      | 3                 | 2                      | 1                    | 2                 | 5                     | 5                  | 132   |
| 4         | Yamaha      | 5                 | 5                      | 7                 | 5                      | 3                    | 7                 | 4                     | 4                  | 93    |
| 5         | Kawasaki    | 9                 | 7                      | 11                | 9                      | 9                    | 10                | 8                     | 10                 | 57    |